# 全国五一劳动奖章
全国五一劳动奖章，由中华全国总工会颁发，是一个授予在中华人民共和国境内（除香港、澳门）依法注册或登记的非跨地区的企业、事业、机关、社会组织及其他组织以及驻外机构中的中华人民共和国籍员工的荣誉称号，1985年开始评选表彰活动。

## 获奖资格
据中华全国总工会发布的《全国五一劳动奖状、全国五一劳动奖章、全国工人先锋号评选管理工作暂行办法》，全国五一劳动奖章授予在中华人民共和国境内（除香港、澳门、台湾）依法注册或登记的非跨地区的企业、事业、机关、社会组织及其他组织以及驻外机构中的中华人民共和国籍员工。原则上，候选人应从省（部）级劳动模范中产生。此外，对获得省级革命烈士称号的个人，或省（部）级党委作出学习、表彰决定的个人，经省、自治区、直辖市总工会申报，也可授予或追授全国五一劳动奖章。

### 不得授予该奖项的情形
该奖项不授予涉及下列情形的个人：
- 已获得过该奖章的个人，原则上不再重复授予；
- 党政机关和社会团体中的司局级及以上行政级别的领导干部，不作为推荐对象；
- 中共中央组织部管理的企事业单位负责人，不作为推荐对象；
- 有拖欠职工工资，欠缴职工养老、工伤、医疗、失业、生育保险，违反国家计划生育政策，未组建工会，未建立职代会和集体合同制度，劳动关系不和谐，能源消耗超标，环境污染严重等情形之一的企业的负责人，当年不得申报或被推荐为候选人；
- 发生安全生产事故、严重职业危害或群体性事件的企业的负责人，自事发起三年内不得申报。

### 需要撤销该奖项的情形
在下列情形中，该称号可以被撤销。原申报单位应按下文中所提到的评选、审批程序，由所在省、自治区、直辖市总工会或全国产业工会向中华全国总工会提出书面报告，并由中华全国总工会审核批准，可以收回证书、奖章，终止其享受的相关待遇：
1. 弄虚作假，骗取荣誉的；
2. 受到刑事处分的；
3. 受到开除处分的；
4. 受到开除党籍或留党察看处分的；
5. 道德品质败坏、腐化堕落或有其他严重违法乱纪行为，造成恶劣影响的；
6. 非法离境的；
7. 其他不宜保留荣誉称号的。

## 评选流程
候选人或推荐对象须经所在单位民主推荐、职工（代表）大会或居民（代表）会议讨论通过，并经过上级工会审核同意，中华全国总工会评审表彰工作领导小组审查、总工会书记处审批等程序，并在一定范围内公示，方能得到该荣誉称号。此外，对部分候选人或推荐对象，还需要经过以下的前置审查程序：
- 申报该奖项的企业负责人，须经当地县（市）级以上工商、税务、劳动保障、安全监察、环境保护、人口计生等部门审查同意；
- 此外，国有和国有控股企业的负责人，不仅需要上述部门审查同意，还要经过审计、纪检、监察等部门审查同意；
- 申报该奖项的党政机关和社会团体领导干部，要按照干部管理权限，征得有关部门同意。

## 颁发时间
通常，除召开全国劳模表彰大会的年份之外，该奖章在每年国际劳动节前后颁发。但是，在部分特殊情况下，该奖章也有零星颁发，这一情况被称为“即时授予”。通常而言，在下列五种情形中，中华全国总工会可以在对名单经过一定时间公示后，决定即时授予该称号：
- 在国际国内有重大影响的事件中作出突出贡献的先进个人；
- 在国家经济建设和国防建设中作出突出贡献的先进个人；
- 在抢险救灾等危急情况下作出突出贡献的先进个人；
- 在中华全国总工会书记处批准的全国示范性劳动竞赛中作出突出贡献的先进个人；
- 获得省级革命烈士称号的个人或省（部）级党委作出学习、表彰决定的个人。

## 获奖者待遇
全国五一劳动奖章获得者会收到一块奖章、一张奖状与相应一次性的物质奖励（2010年为现金三千元人民币，2011年为现金五千元人民币），并可以享受省（部）级劳模待遇；获得者参加工会组织的休养和其它活动时，按出勤对待。此外，经获奖者本人申请，省级成人高校招生办公室审核，招生学校同意，可免试进入国家或省级成人高等学校学习。
此外，各省、直辖市、自治区工会可能也会有相应的一次性物质奖励。例如，在2011年及以后，北京市总工会给予全国五一劳动奖章获奖者一次性物质奖励五千元。

## 与全国劳动模范的区别
全国劳动模范为国家级劳动模范称号，由中共中央国务院颁发；全国五一劳动奖章由中华全国总工会颁发，而全总为正部级单位，故全国五一劳动奖章获得者的待遇与其他省部级单位颁发的劳动模范相当。此外，全国劳动模范称号获得者主要由中华全国总工会推荐，并由全总协助中华人民共和国国务院进行推荐、评选、管理。